# Amesiella monticola
Amesiella monticola là một loài thực vật có hoa trong họ Lan. Loài này được Cootes & D.P.Banks mô tả khoa học đầu tiên năm 1998.